# Storia della Polonia

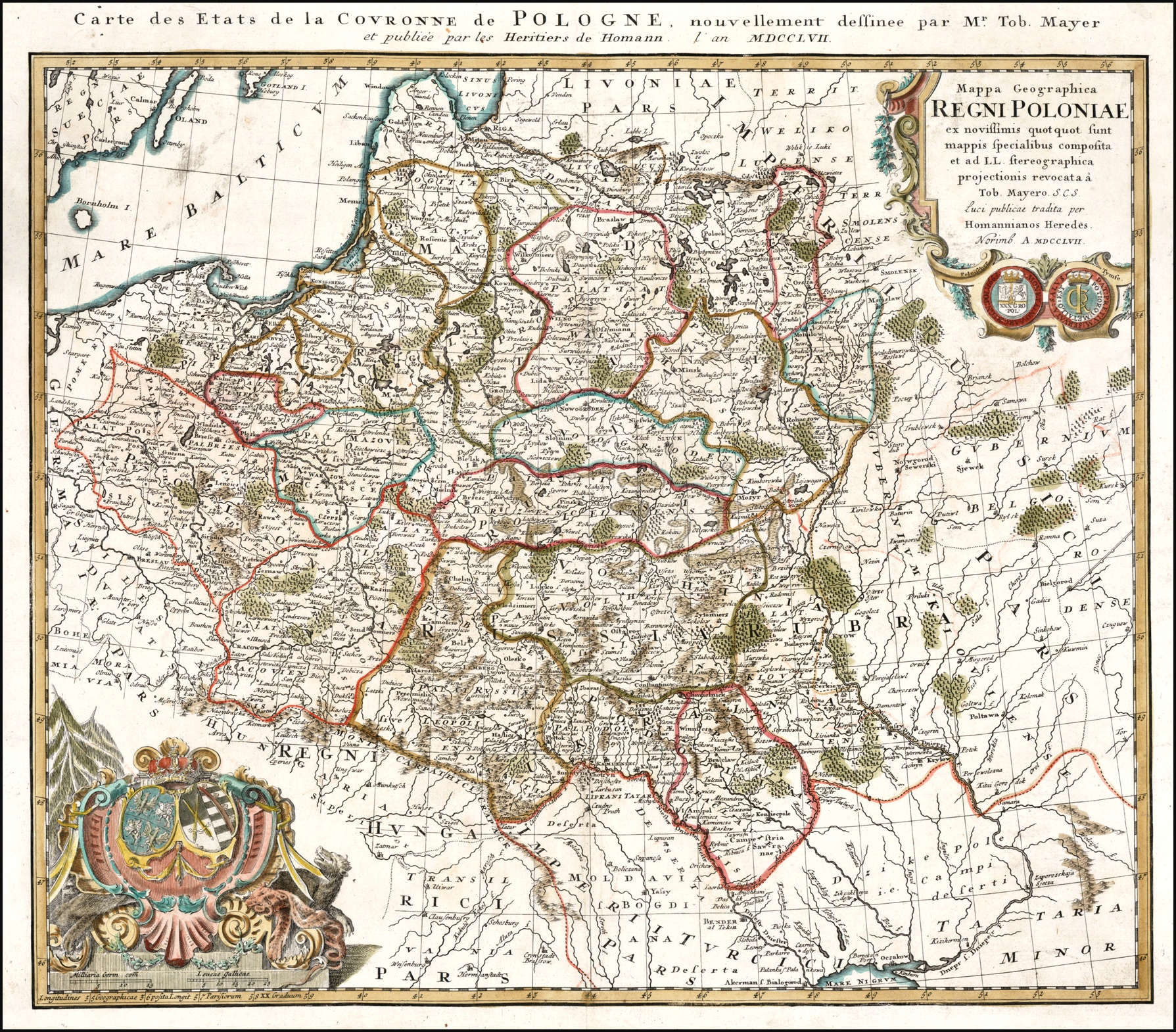
La Polonia alla metà del XVIII secolo

Nel periodo immediatamente successivo alla sua emersione, nel X secolo, la nazione polacca venne guidata da una serie di decisi governanti che portarono alla conversione dei Polacchi al Cristianesimo, crearono un solido Stato nell'Europa centrale e integrarono la Polonia nella cultura europea. Formidabili nemici e la frammentazione interna erosero questa struttura iniziale nel corso del XIII secolo, ma il consolidamento seguito nel XIV secolo gettò le basi per il successivo potente regno polacco.
A partire dal granduca lituano Jogaila, divenuto re di Polonia con il nome di Ladislao II la dinastia degli Jagelloni (1385-1569) costituì l'Unione polacco-lituana, che si rivelò positiva sia per i Polacchi che per i Lituani e che giocò un ruolo dominante in uno dei più potenti imperi europei dei successivi tre secoli. L'atto conosciuto come Nihil novi, adottato dal parlamento polacco (Camera dei deputati della Polonia) nel 1505 trasferì gran parte del potere legislativo del monarca al parlamento stesso. Questo evento segnò l'inizio del periodo conosciuto come "Democrazia dei Nobili" (in polacco Rzeczpospolita szlachecka con il primo termine coniato sul latino res publica), in cui lo Stato fu governato dai "liberi ed uguali" della nobiltà polacca (szlachta) con quella che viene definita la "Libertà dorata". L'Unione di Lublino del 1569 stabilì la Confederazione polacco-lituana come un elemento di primaria importanza nella politica europea e come una vivace entità culturale. Nel 1596 l'Unione di Brest stabilì un compromesso anche di tipo religioso: le regioni slave dell'attuale Bielorussia e Ucraina accettavano di far parte della Chiesa uniata, con dogmi cattolici e riconoscimento dell'autorità papale, ma continuando a mantenere il rito bizantino.
Entro il XVIII secolo la "Democrazia dei Nobili" si andò lentamente trasformando in anarchia, basata sul principio del liberum veto (l'opposizione anche di un solo nobile paralizzava le deliberazioni del Parlamento) rendendo la Confederazione, un tempo potente, facile preda agli interventi stranieri. Il paese venne infine spartito tra gli stati confinanti di Prussia, Russia e Austria e definitivamente cancellato dalle carte geografiche nel 1795. Sebbene la maggioranza dei nobili accettasse la fine della Confederazione, l'idea dell'indipendenza della Polonia restò viva e alimentata dagli eventi sia interni che esterni per tutto il XIX secolo.
La collocazione della Polonia nel centro dell'Europa divenne particolarmente significativa in un periodo in cui sia la Prussia che la Russia erano fortemente coinvolte nelle alleanze e rivalità europee e in cui le nazioni moderne si andarono stabilendo sull'intero continente. La Polonia ottenne nuovamente la propria indipendenza nel 1918, dopo circa 123 anni, ma la Seconda Repubblica di Polonia fu eliminata da Germania e Unione Sovietica con l'invasione della Polonia del 1939, con la quale iniziò la seconda guerra mondiale. Il governo polacco in esilio non si arrese e contribuì alla liberazione dall'occupazione nazista, che avvenne all'opera dell'Armata Rossa sovietica.
Venne creata la Repubblica Popolare di Polonia, uno Stato satellite dell'Unione Sovietica, ma alla fine degli anni ottanta si sviluppò il movimento riformatore di Solidarność, che riuscì ad imporre una pacifica transizione alla democrazia e alla formazione della Terza Repubblica Polacca.
I territori sotto la sovranità della Polonia si sono fortemente modificati nel corso della sua storia millenaria: nel XVI secolo la Confederazione polacco-lituana fu il secondo Stato d'Europa per estensione dopo la Russia, e i suoi confini si spostarono in modo consistente, sia con la sua rifondazione nel 1918, sia dopo la seconda guerra mondiale.

## Preistoria polacca
Lo stanziamento umano nel territorio polacco avvenne più tardi che in altre regioni dal clima più caldo e fu sempre condizionato durante il Paleolitico dall'andamento delle glaciazioni. Al Paleolitico inferiore si riferiscono i più antichi resti umani (homo erectus), risalenti a 500.000 anni fa (fiume San, presso Trzebnica), a quello medio la cultura neanderthaliana di Micoquien-Prądnik.
Nel Mesolitico (9000 -5000 a.C.), in seguito al riscaldamento del clima, si diffusero gli insediamenti umani, basati su un'economia di caccia e raccolta.
Il Neolitico si diffuse con la cultura danubiana lungo le valli dei fiumi e fino al mar Baltico con l'arrivo di una prima ondata migratoria di popolazioni provenienti dall'area danubiana intorno alla metà del VI millennio a.C., (cultura della ceramica a banda lineare, in tedesco Linearbandkeramik e in inglese linear band pottery, che sopravvisse per circa mille anni fino al 4600 a.C.) affiancandosi alla continuazione delle precedenti culture mesolitiche. Con la successiva ondata migratoria intorno alla fine del millennio si diffuse nel bacino dell'Oder la cultura della ceramica decorata "a punzone" (in tedesco Stichbandkeramik e in inglese stroked pottery), mentre nel bacino della Vistola apparvero la cultura Polgár e la cultura Lengyel (4400 -4000 a.C.).
Per circa un millennio le locali culture mesolitiche assimilarono lentamente le innovazioni, dall'uso della ceramica, all'introduzione dell'allevamento. La cultura di Malice (nei pressi di Sandomierz), una cultura locale di coltivatori, si sviluppò nella Polonia meridionale tra il V millennio a.C. e il 3800 a.C. e si diffuse quindi verso sud. 

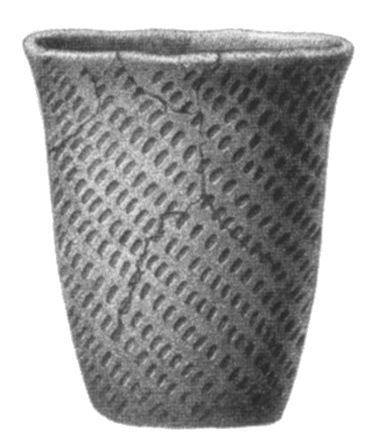
Bicchiere imbutiforme

Nella seconda metà del V millennio nella parte nord-occidentale, lungo le coste del mar Baltico si sviluppò la cultura di Ertebølle, a cui fece seguito, a partire da circa il 4400 a.C. cultura del bicchiere imbutiforme, collegata a strutture di tipo megalitico.
Nella prima metà del IV millennio a.C. si sviluppò nella pianura polacca la cultura delle anfore globulari, che proseguì fino a circa il 2400 a.C. Tra il 3200 a.C. e il 2600 a.C. si distinse la cultura di Baden, caratterizzata da ceramica con tipici ornamenti sporgenti radiali. La cultura della ceramica cordata si diffuse nel corso del IV millennio a.C., proveniente dalle steppe lungo le coste del Mar Nero. Nella sua area settentrionale se ne distinse la cultura di Rzucewo, presso Puck. Nella seconda metà del III millennio a.C., tra il 2500 e il 1900 a.C. si diffuse la cultura del bicchiere campaniforme, proveniente dalla penisola iberica, che qui raggiunse il punto più orientale della sua espansione.
L'età del bronzo si diffuse con la cultura di Unetice nella Polonia occidentale tra il 2200 e il 1600 a.C., sviluppatasi sulle radici della cultura della ceramica cordata e con influenze dalla cultura del bicchiere campaniforme, in contatto con le evolute culture della zona dei Carpazi, dell'area greca e del Medio Oriente. Più ad est, nella Polonia meridionale e in Mazovia, si sviluppò la cultura di Mierzanowice (presso Opatów) e più ad oriente la cultura di Strzyżów (presso Hrubieszów), nel primo periodo dell'età del bronzo polacca (2300 -1600 a.C.); queste due culture furono sostituite dalla cultura di Trzciniec (1700 -1100 a.C.) che rappresenta il secondo e terzo periodo dell'età del bronzo polacca. Anche la cultura di Únětice venne rimpiazzata dalla cultura dei tumuli, che si diffuse nella Polonia occidentale tra il 1700 e il 1400 a.C. e che fu rimpiazzata a sua volta dalla cultura lusaziana, parte della Cultura dei campi di urne, tra il 1450 e il 750 a.C. Nella Polonia meridionale tra il 1500 e il 1200 a.C. si diffuse la cultura di Piliny.
La cultura lusaziana proseguì con l'inizio dell'età del ferro e si sviluppò, quindi, la cultura pomeranica, che ebbe come centro il corso inferiore della Vistola nel VII e VI secolo a.C. Si ebbero, successivamente, l'arrivo di popolazioni celtiche e germaniche.

## Origine del popolo polacco
Inizialmente l'odierna Polonia fu abitata da tribù Celtiche prima e Germaniche poi, per essere occupata successivamente dai popoli slavi.
Secondo la mitologia, gli Slavi avrebbero avuto come antenati tre fratelli, Lech, Čech e Rus, che partiti dalle foreste dell'Europa centrale sarebbero partiti in tre direzioni diverse, dando origine, rispettivamente, alle nazioni della Polonia, della Boemia e della Rutenia. La leggenda riflette la migrazione verso occidente delle tribù slave che si verificò, a partire dal V secolo, in corrispondenza con il collasso dell'Impero romano d'Occidente, e del loro lento differenziarsi.
Nel territorio polacco gli Slavi si stanziarono nella seconda metà del V secolo nel corso superiore della Vistola e nella Polonia sud-orientale, provenienti dalla regione del corso superiore e medio del fiume Dnepr, e si diffusero, quindi, verso nord ed ovest nel corso del VI secolo, mentre i territori a nord-est rimasero popolati da tribù baltiche.
Al VII secolo risalgono i più antichi centri fortificati (gród) conosciuti e nel corso dell'VIII secolo alcune tribù formarono piccoli stati che progressivamente formarono coalizioni più grandi: tra questi i Vistolani, con i centri di Cracovia e Wiślica e i Polani, con i centri di Gniezno e Poznań. Nel X secolo si ebbe un periodo di espansione e di nuove costruzioni, che portò alla formazione dello Stato polacco.
In mancanza di nomi storici, le successive cronache inventarono le figure di Krakus (o Krak) e di sua figlia Wanda, della tribù dei Vistolani, fondatori di Cracovia sulla collina di Wawel. La cronaca della Vita di san Metodio cita, senza darne il nome, un principe pagano dei Vistolani che fu convertito al Cristianesimo. Più a nord i Polani sarebbero stati governati da Popiel, ultimo rappresentante di una dinastia reale che fu rimpiazzata dalla dinastia dei Piast, per la quale le cronache del XII secolo forniscono i nomi dei primi re: Piast, Siemowit, Lestek, Siemomysł e, infine, Miecislao I.

## Storia della Polonia medievale (fino al 1385)

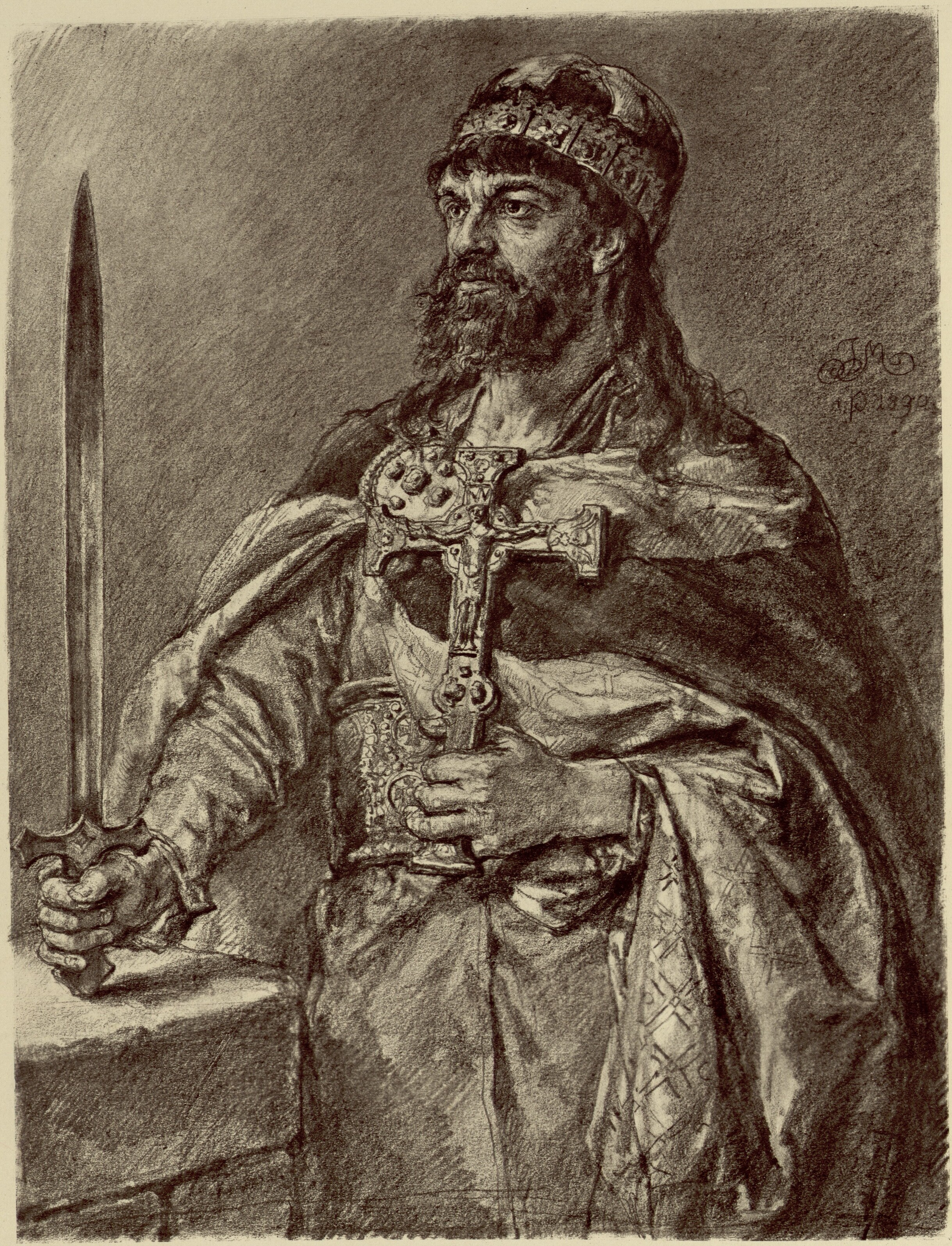
Mieszko I, da un quadro di Jan Matejko.

I Polani, di cui abbiamo menzione per la prima volta nelle cronache risalenti al X secolo dallo storico Ibrahim ibn Jakub, facevano parte della popolazione dei Cechi.
Questa popolazione si stanziò in Slesia lungo il fiume Oder dove i sovrani germanici avevano affermato il dominio dei duchi di Moravia e Boemia.
Nel 966 l'Imperatore Ottone I il Grande affidò il titolo ducale al condottiero dei Polani, Miecislao I. Miecislao, nato intorno al 930, divenne principe della tribù dei Polani all'incirca nell'anno 962 e adottò il Cristianesimo nel 966, a seguito del suo matrimonio con la principessa ceca Dubrawka. Miecislao giurò fedeltà all'imperatore in cambio del possesso delle terre da lui governate.
Alcuni storici hanno ipotizzato per Miecislao origini scandinave, anziché slave, basandosi su uno dei primi documenti scritti riguardo a questo principe, il Dagome Iudex, ove egli viene citato con il nome di Dagome, che potrebbe essere una deformazione del nome scandinavo Dago. Alcune armi rinvenute in Polonia e datate all'epoca di Miecislao sembrano essere di provenienza scandinava, sebbene gli archeologi odierni siano generalmente scettici, e non vi sia traccia della tipica architettura scandinava tra i resti dei più antichi edifici polacchi.
Il successore di Miecislao Boleslao I il Coraggioso (Bolesław I Chrobry) espanse lo Stato e gli diede riconoscimento internazionale con l'incontro sulla tomba di sant'Adalberto con l'imperatore del Sacro Romano Impero. Questi gli conferì nell'anno 1025 il titolo di re.
I sovrani delle province del Sacro Romano Impero, soprattutto i Sassoni, intrapresero una politica di espansione verso oriente nota agli storici come Drang nach Osten. Le prime popolazioni ad essere oggetto di questa espansione territoriale furono le popolazioni slave vicine dei Polani, i Sorbi ed i Polabiani.
Fu così che la Polonia, alleata del Sacro Romano Impero, dovette prepararsi a fronteggiare l'imminente invasione di altri popoli germanici.
Alla morte del re Boleslao III Boccastorta (1138) la Polonia venne divisa tra i suoi figli in molti principati e rimase in queste condizioni per 192 anni. In questo periodo, precisamente nel 1241, la Polonia si trovò ad essere invasa dall'Orda d'Oro mongola.
Dopo due secoli di frammentazione, il periodo della dissoluzione feudale finì quando Ladislao I il Breve, incoronato nel 1320, unì i vari principati nel Regno di Polonia. Il figlio, Casimiro III il Grande, morto nel 1370, l'ultimo della dinastia Piast, rafforzò enormemente lo Stato polacco, sia al suo interno che nel rapporto con gli altri stati. Riuscì a mettere a tacere le pretese dell'ordine teutonico cedendo ad esso la Pomerania. Fra i vari interventi finalizzati alla creazione di un'accentrata monarchia nazionale, ricordiamo la fondazione dell'Università di Cracovia; una redazione legificante delle consuetudini vigenti nel regno; l'istituzione di un tribunale centrale.
Tra il 1370 e il 1385 il Regno fu governato dai seguenti re Angioini:
- Luigi I d'Ungheria
- Edvige di Polonia

Inoltre il regno di Polonia viene successivamente governato in unione personale con altri Stati: Ungheria, Boemia, Svezia, Sassonia e, per un periodo più lungo, anche la Lituania.

## La dinastia Jagellonica
L'unione personale con il Granducato di Lituania a nord-est costruì i presupposti per l'estensione del potere polacco ad est e della creazione (con l'Unione di Lublino del 1569) della Confederazione polacco-lituana, che si estendeva dal Mar Baltico e dai Carpazi fino all'attuale Bielorussia e all'Ucraina occidentale e centrale (che prima erano state parte della Rus' di Kiev). I sudditi polacchi godevano di grandi libertà e un sistema parlamentare, anche se i benefici di quest'ultimo erano limitati alla szlachta (nobiltà).
Nel nord-ovest, i Cavalieri teutonici, sotto il controllo della Prussia dal XIII secolo, furono sconfitti con la forza combinata dei polacchi e dei lituani nella Battaglia di Grunwald, più nota come Tannenberg, nel 1410, e nella successiva guerra dei tredici anni. Con la Pace di Toruń del 1466 essi dovettero cedere la metà occidentale del loro territorio alla corona polacca (le aree che prenderanno poi il nome di Prussia reale) e di accettare la sovranità polacco-lituana sulla parte restante del territorio (il futuro Ducato di Prussia).
Durante questo periodo, la Polonia divenne la nazione in cui abitava la più grande popolazione europea di ebrei, dato che le leggi reali garantivano la sicurezza agli ebrei e la libertà religiosa, in contrasto alle persecuzioni religiose dell'Europa occidentale. Questa persecuzione di intensificò a seguito della peste nera del 1348-'49, quando alcuni nell'Europa occidentale attribuirono agli ebrei la colpa della peste. Gran parte della Polonia fu risparmiata da questa ondata persecutoria, pertanto, l'immigrazione ebraica portò importanti contributi e abilità nello Stato polacco. Il maggiore incremento della popolazione ebraica avvenne nel XVIII secolo, quando gli ebrei costituivano il 7% della popolazione. In generale, i Re di Polonia e la szlachta (i nobili) erano favorevoli alla presenza degli ebrei, mentre i contadini e i cattolici no.
Dopo l'Unione di Krewo governarono i seguenti Jagelloni:
- Ladislao II Jagellone
- Ladislao III Varna
- Casimiro IV
- Giovanni I
- Alessandro Jagellone
- Sigismondo I
- Sigismondo II Augusto

## Confederazione polacco-lituana
Durante la Confederazione polacco-lituana, nel XVI secolo, la Polonia divenne una monarchia elettiva, nella quale il re era eletto dalla nobiltà ereditaria. Questo re avrebbe avuto le funzioni del monarca fino alla morte, a seguito della quale si sarebbe tenuta un'altra elezione.
Nel 1572 il re polacco Sigismondo II Augusto morì senza eredi; all'epoca la Polonia non aveva regole per la scelta del futuro re, se succedeva che un monarca morisse senza lasciare eredi. Ci volle un lungo periodo per decidere come eleggere il nuovo sovrano: finalmente, dopo un lungo dibattito, si decise di lasciare che fosse l'intera nobiltà polacca a decidere chi sarebbe stato il nuovo re. Tutti i nobili dovevano riunirsi presso Varsavia e votare in "libere elezioni". Non si tenevano comunque elezioni ogni due o quattro anni come nelle nazioni odierne; ma si votava invece solo dopo la morte di ogni sovrano.
Le prime elezioni polacche si tennero nel 1573. C'erano quattro possibili candidati alla carica di sovrano, ed erano Enrico di Valois (Henryk Walezy), fratello di Carlo IX di Francia, lo zar russo Ivan IV "il Terribile", l'arciduca Ernesto d'Austria, della dinastia Asburgo, e il re di Svezia Giovanni Vasa III. Enrico di Valois fu il vincitore, eletto da un'assemblea molto disordinata; la ragione di questo disordine era nel fatto che un gran numero di persone erano giunte per eleggere il nuovo re. Solo dopo quattro mesi di regno, però, Enrico venne a conoscenza della morte del fratello, quindi tornò in Francia per essere incoronato come Enrico III. Questa notizia sorprese tutta la nazione, in quanto la Polonia aveva un'economia migliore di quella francese all'epoca.
Dal 1569 la Confederazione polacco-lituana affrontò una serie di invasioni tartare, il cui scopo era quello di catturare schiavi. Le aree di confine a sud-est furono in uno stato di belligeranza semicontinua fino al XVIII secolo. Alcuni ricercatori hanno stimato che nel complesso, durante il periodo del Khanato di Crimea furono catturati più di tre milioni di persone, principalmente ucraini, ma anche russi, bielorussi e polacchi.
Nel 1593, 1626, 1637-1638 e 1648-1654 si verificarono diverse rivolte cosacche. L'ultima, condotta da Bohdan Chmel'nyc'kyj durò circa sei anni. In seguito alle richieste degli ucraini, l'Ucraina fu posta sotto la protezione della Russia; l'accordo fu stipulato nel gennaio del 1654 con il Trattato di Perejaslav. Questa rottura portò a una nuova guerra russo-polacca che durò dal 1654 al 1667; alla fine del conflitto, le parti siglarono un accordo nel villaggio di Andrusovo (presso Smolensk), secondo il quale l'Ucraina orientale apparteneva ora alla Russia (con un alto grado di autonomia interna ed un esercito proprio).
La Polonia smise di eleggere i propri re dopo le Spartizioni della Polonia. I re eletti in ordine cronologico furono: Enrico di Valois, Stefan Batory, Zygmunt Waza III, Wladyslaw Waza IV, Jan Kazmierz Waza, Michał I (Wiśniowiecki), Jan III (Sobieski), Augusto II "il Forte", Stanislao I (Leszczyński), Augusto III e, per ultimo, Stanislao II Augusto (Poniatowski).
La Confederazione polacco-lituana, a seguito dell'Unione di Lublino, divenne uno Stato che si differenziava dalle altre monarchie assolute che vigevano in Europa: il suo sistema politico quasi-democratico della Libertà dorata, anche se limitato alla sola nobiltà, fu senza precedenti nella storia dell'Europa.

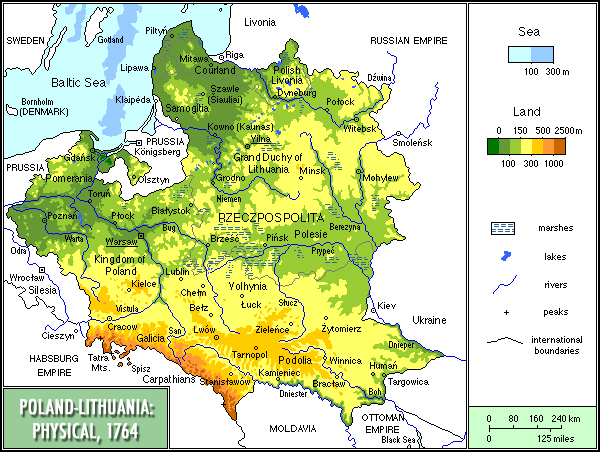
Polonia, 1686-1770

La serie di battaglie per il potere tra la bassa e l'alta nobiltà e le elezioni dei sovrani erosero gradualmente le funzioni del governo e la sua autorità. Dopo una serie di guerre devastanti nella metà del XVII secolo, la Confederazione smise di esercitare un influente ruolo politico nel continente. La sua economia e la sua crescita furono ulteriormente danneggiate dall'utilizzo, da parte della nobiltà, della schiavitù in agricoltura, il che fece ritardare l'industrializzazione della nazione. Con l'inizio del XVIII secolo, la Confederazione, il maggiore stato europeo, era completamente sopraffatto dalle potenze confinanti (Impero russo, Prussia e Austria), che interferivano nelle questioni interne a loro vantaggio.
Con l'arrivo dell'Illuminismo in Polonia, nella seconda metà del XVIII secolo, il movimento di riforma e rivitalizzazione della nazione conseguì importanti successi, culminati nell'adozione della Costituzione polacca di maggio, la prima Costituzione moderna codificata del continente. Le riforme che trasformarono la Confederazione in una monarchia costituzionale erano comunque viste come pericolose dagli stati confinanti, che non desideravano una rinascita della forte Confederazione. Prima che quest'ultima potesse pienamente implementare e beneficiare delle sue riforme, la nazione fu invasa dalle potenze confinanti.

## La Polonia divisa

Evoluzione della Polonia dal 1635 a oggi

A seguito dell'intromissione delle potenze straniere, l'indipendenza polacca ebbe fine con la serie di spartizioni avvenute nel 1772, 1793 e 1795 da parte della Russia imperiale, della Prussia e dell'Austria; la Russia fu il Paese che ottenne la parte maggiore del territorio della Confederazione polacco-lituana, con quasi tutta la Lituania, eccetto la Podlachia e le terre ad ovest del fiume Niemen, la Volinia e l'Ucraina. L'Austria conquistò le popolose regioni meridionali, chiamate da allora Galizia e Lodomeria, chiamate come il ducato di Halicz e Volodymyr (il ducato era stato brevemente occupato dall'Ungheria dal 1372 al 1399, e gli Asburgo sostennero di averlo ereditato dai re ungheresi, nonostante il fatto che Volodymyr non fosse parte della Galizia). Nel 1795 l'Austria conquistò anche le terre tra Cracovia e Varsavia ed i territori lituani del nord-est (Augustów, Mariampol) e la Podlachia. L'ultimo tentativo eroico di difendere l'indipendenza della Polonia fu una rivolta popolare del 1794 condotta da Tadeusz Kościuszko, anche se questa fu subito stroncata.
Dopo la sconfitta della Prussia da parte dell'imperatore francese Napoleone Bonaparte fu istituito di nuovo uno Stato polacco, sotto tutela francese, detto Ducato di Varsavia. Quando l'Austria fu sconfitta nel 1809, al ducato fu aggiunta la Lodomeria, cosicché lo Stato raggiunse una popolazione di 3,75 milioni, un quarto dell'ex Confederazione polacco-lituana. I nazionalisti polacchi rimasero tra gli alleati della Francia quando la guerra si metteva male per lo Stato polacco, inaugurando una diplomazia che continuò fino al XX secolo.
Con la sconfitta napoleonica, il Congresso di Vienna del 1815 convertì gran parte del Ducato nel Regno del Congresso, governato dallo zar russo prima che la dinastia russa fosse deposta dal Parlamento polacco durante la guerra russo-polacca del 1830-1831. Dopo la Rivolta di gennaio del 1863, il Regno fu pienamente assorbito dalla Russia; le numerose rivolte vennero soffocate nel sangue da parte delle potenze occupanti. La forza dei patrioti polacchi, comunque, fece sì che il desiderio della conquista dell'indipendenza non si spegnesse. L'opportunità della libertà giunse solo dopo la prima guerra mondiale, quando gli stati oppressori furono sconfitti o indeboliti.

## La Polonia contemporanea

### Tra le due guerre mondiali
Durante la prima guerra mondiale tutti gli alleati concordarono nella ricostituzione della Polonia come stato cuscinetto tra Germania e Unione Sovietica ed il presidente degli Stati Uniti Woodrow Wilson la proclamò nel punto 13 dei suoi quattordici punti. Poco dopo la capitolazione della Germania nel novembre 1918, la Polonia riguadagnò l'indipendenza come Seconda Repubblica di Polonia. Ad oriente però, la tensione crebbe nei confronti della Russia ora alle prese con una guerra civile. Dopo qualche tentativo diplomatico, i polacchi ruppero gli indugi, attaccando le truppe russe a Žitomir sulla strada per Kiev che sarà presa il 6 maggio. Lo scenario cambiò nel giro di un altro mese con la controffensiva sovietica; a metà di questa gli inglesi si offrirono di mediare le trattative, ma a questo punto fu la Russia Bolscevica a rifiutare e voler continuare l'offensiva che la porterà fino alle porte di Varsavia. La Polonia cambiò le sorti della guerra ancora una volta con una delle battaglie più decisive della storia, definita dai giornali dell'epoca, "il miracolo della Vistola". Nel contrattacco che ne seguì, la Polonia occupò anche parte della Bielorussia, il territorio lituano di Vilna, e la parte più occidentale dell'Ucraina. La Russia bolscevica, ancora alle prese con la propria guerra civile e con disordini interni, desistette dalla lotta, e col Trattato di Riga del 1921 riconobbe le conquiste polacche, fissando il confine russo-polacco circa 250 km più a est della linea di compromesso proposta in precedenza da Lord Curzon. Il territorio di Vilna/Vilnius, rivendicato motivatamente dalla Lituania, fu poi annesso alla Polonia nel 1922. Tali confini restarono sostanzialmente invariati fino al settembre del 1939, con l'eccezione dell'acquisizione di Cieszyn/Teschen a spese della Cecoslovacchia dopo la dissoluzione di questo Stato.

### La seconda guerra mondiale
La seconda repubblica polacca durò dal 1921 fino agli inizi della seconda guerra mondiale nel 1939, quando Germania e Unione Sovietica si divisero il territorio polacco tra di loro con l'invasione da ovest e da est. La Polonia era completamente impreparata di fronte alla velocità e la ferocia degli attacchi, per via del fallimento nella modernizzazione dell'esercito, pertanto la nazione soffrì molto durante questo periodo (vedi Governatorato Generale). Tra tutte le nazioni coinvolte nella guerra, la Polonia perse la percentuale maggiore di cittadini, più di 6 milioni morirono, metà dei quali ebrei polacchi. Dopo la guerra, le frontiere della Polonia vennero spinte ad ovest; il confine est retrocesso alla linea Curzon e il confine ovest spinto alla linea Oder-Neisse. Dopo lo spostamento la Polonia perse 76.000 km², il 20% del suo territorio d'anteguerra. Lo scivolamento verso ovest delle frontiere della Polonia (concomitante un rimpicciolimento della superficie nazionale) causò anche la migrazione di milioni di persone, principalmente polacchi, dalle terre cedute all'URSS, e tedeschi, dalle terre cedute alla Polonia. Al costo di tante sofferenze, la Polonia divenne, per la prima volta nella sua storia, un paese etnicamente compatto.

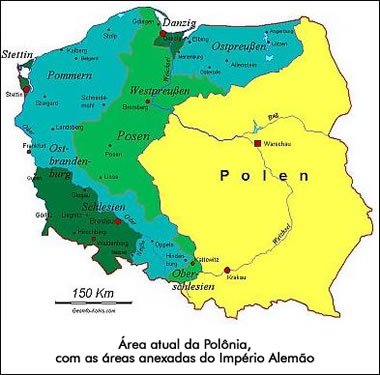
Area annessa dalla Germania

### Il secondo dopoguerra
La vittoria dell'Unione sovietica portò un governo comunista in Polonia, come del resto in molti paesi del Blocco sovietico. Nel 1948 una svolta verso lo stalinismo portò un altro periodo di governo totalitario. La Repubblica Popolare di Polonia, venne ufficialmente proclamata nel 1952. Nel 1956 dopo una rivolta il regime divenne più liberale, liberando molte persone dalle prigioni ed espandendo un po' le libertà personali. Gli scioperi dei lavoratori nel 1980 portarono alla formazione di un sindacato indipendente, "Solidarność", che con il tempo divenne una forza politica. Erose il dominio del partito comunista; nel 1989 vinse le elezioni parlamentari e Lech Wałęsa divenne presidente.
Un programma di terapia shock nei primi anni novanta permise alla nazione di trasformare la sua economia in una delle più robuste (secondo i criteri dell'economia neoliberale) dell'Europa centrale. Vennero riconosciuti diversi diritti umani, tra cui la libertà di parola e la democrazia. La Polonia fu il primo tra i paesi post-comunisti a riguadagnare sul PIL.
La Polonia è entrata nella NATO il 12 marzo 1999.

### Gli anni 2000
Alle elezioni presidenziali del 2000, Aleksander Kwaśniewski, l'allora ex leader dei post-comunisti dell'Alleanza della Sinistra Democratica (SLD), fu rieletto al primo turno di voto con il 53,9% del voto popolare. Al secondo posto, con solo il 17,3%, arrivò Andrzej Olechowski. La campagna dell'opposizione fu minata dalla sua incapacità a proporre un candidato carismatico, o anche un unico forte candidato, oltre che dal sostegno in calo al governo di centro-destra dell'Azione Elettorale Solidarność (AWS). Vi erano infatti frizioni interne alla coalizione che sosteneva il governo.
La Costituzione, allora ai suoi primi anni di vita, e la nuova divisione amministrativa (del 1999), richiesero una revisione del sistema elettorale, che fu approvata nell'aprile 2001. I più importanti cambiamenti furono: la liquidazione delle liste di partito, la modifica del metodo di allocazione dei seggi, che fu riformata secondo il metodo Sainte-Laguë, che dà meno privilegi ai grandi partiti. Nel 2002, però, questo cambiamento fu subito annullato e si tornò al metodo D'Hondt.
Le elezioni parlamentari del 2001 videro il trionfo del SLD (successore del partito comunista), a causa della disillusione degli elettori verso il governo AWS: quest'ultima coalizione non riuscì neanche ad accedere al Parlamento, per non aver superato la soglia dell'8% per le coalizioni. Essi non erano infatti riusciti a formare un unico partito politico, che avrebbe dovuto superare la soglia solo del 5%, pertanto rimase formalmente una coalizione, e ad essa si applicò quindi la soglia per i gruppi di partiti.
La SLD formò una coalizione con il Partito Popolare Polacco (PSL) e con il partito di sinistra Unione del Lavoro (UP), con Leszek Miller come Primo Ministro.
Materia centrale degli anni successivi fu il negoziato con l'Unione europea riguardo all'accesso della Polonia e la conseguente preparazione interna per l'ingresso. La Polonia accedette all'UE il 1º maggio 2004; sia il Presidente Kwaśniewski che il governo furono unanimi nel loro sostegno a tale causa. L'unico partito fermamente opposto all'ingresso nell'Unione fu il partito populista di destra, la Lega delle Famiglie Polacche (LPR).
Nonostante l'ampio sostegno popolare all'ingresso nell'UE, considerato di importanza fondamentale, il governo perse rapidamente popolarità a causa dell'incompetenza in vari ambiti (come la costruzione di autostrade, e una riforma bocciata del sistema sanitario), ma anche a causa della recessione economica e per i numerosi scandali di corruzione. I più celebri tra questi sono l'affare Rywin (sospetto tentativo di interferire con i processi legislativi, che prende il nome dal principale sospettato Lew Rywin), e l'affare Starachowice (i ministri del governo informavano amici con collegamenti al mondo del crimine riguardo a retate della polizia).
Nel mese di marzo alcuni politici di punta del SLD ed alcuni membri del Parlamento (tra cui il Maresciallo del Sejm Marek Borowski) effettuarono una scissione dal partito, creando il partito Socialdemocrazia di Polonia (SDPL). Il governo guidato da Leszek Miller
si dimise il 2 maggio 2004, appena dopo l'ingresso della Polonia nell'Unione europea.
Fu costituito un nuovo governo, guidato da Marek Belka (SLD). Dopo due tentativi iniziali senza successo, il governo ottenne il 24 giugno il consenso del Parlamento e governò fino alle elezioni parlamentari del 2005. Diversi nuovi ministri erano visti come esperti non di parte, e il governo fu considerato un forte miglioramento rispetto al governo precedente. Ciò non portò comunque un incremento di voti al SLD, anche se vi fu un miglioramento dell'economia nel 2005. Alcune delle ragioni possono essere il fatto che il governo era visto come distante dal partito stesso, e che era tenuto in carica solamente dalla paura di elezioni anticipate da parte della maggioranza dei deputati. La paura non era infatti infondata, dato che il SLD vide il proprio sostegno crollare del 75% alle successive elezioni, piombando all'11%.
Nell'autunno del 2005 i polacchi votarono sia per le elezioni parlamentari che per le elezioni presidenziali. Ci si attendeva che le prime avrebbero prodotto una coalizione di due partiti di centro-destra, Diritto e Giustizia (Prawo i Sprawiedliwość, PiS) e Piattaforma Civica (Platforma Obywatelska, PO). PiS ottenne il 27% dei voti e divenne il maggiore partito al Camera dei deputati della Polonia, davanti a PO con il 24%; la coalizione di governo uscente, l'Alleanza della Sinistra Democratica (Sojusz Lewicy Demokratycznej, SLD), ottenne solo l'11%.
Le elezioni presidenziali dell'ottobre 2005 ebbero un simile destino. Il favorito della prima ora, Donald Tusk, leader di PO, vide pian piano scendere il gradimento e fu poi battuto 54% contro 46% al secondo turno dal candidato del PiS Lech Kaczyński (uno dei gemelli, fondatore del partito).
Entrambe le elezioni furono segnate dalla bassa affluenza, solo il 51% al secondo turno delle presidenziali e poco più del 40% alle parlamentari. La probabile causa della bassa affluenza fu la disillusione popolare verso i politici.
Le trattative di coalizione seguirono le elezioni presidenziali; tuttavia, la pesantezza degli attacchi in campagna elettorale e la volontà del PiS di cercare il voto populista avevano rovinato le relazioni tra i due maggiori partiti e resero impossibile la formazione di una coalizione. Le divisioni divennero insormontabili, a causa anche dell'insistenza del PiS nel voler controllare tutti i ministeri chiave: Ministero della Giustizia e degli Affari Interni, oltre che le forze speciali. Ci fu anche il tentativo di imporre un candidato del PiS come Maresciallo del Sejm, con l'aiuto di diversi piccoli partiti populisti. Il PO decise infine di fare parte dell'opposizione.
Il PiS formò un governo di minoranza guidato dal poco conosciuto Kazimierz Marcinkiewicz, anziché un governo diretto dal leader del partito, Jarosław Kaczyński, che rimase tuttavia molto influente. Questo governo si affidava al tacito e stabile sostegno dei piccoli partiti populisti e agrari (PSL, Samoobrona, LPR).
Il nuovo governo godette di un forte sostegno popolare (in effetti, abbastanza comune nei primi mesi dopo le elezioni), mentre la popolarità dei partiti populisti era bruscamente calata. Con queste premesse, apparve all'orizzonte nel gennaio 2006 una crisi parlamentare, con i piccoli partiti che temevano che il PiS avrebbe imposto nuove elezioni (a cui essi avrebbero ovviamente perso), utilizzando il pretesto della mancata approvazione del bilancio all'interno dei tempi costituzionali. La crisi, tuttavia, si ridimensionò in tempo e non vi furono crisi di governo.
Nel luglio 2006, a seguito di un diverbio con il leader del partito, Jarosław Kaczyński, Marcinkiewicz rassegnò le dimissioni da Primo ministro della Polonia e fu sostituito da Kaczyński, che formò un nuovo governo. La nuova coalizione durò fino all'ottobre 2007, quando si svolsero elezioni anticipate e la Piattaforma Civica di Donald Tusk ottenne la maggioranza. Kaczýnski si ritrovò all'opposizione e Tusk divenne il nuovo Primo Ministro.
Il 10 aprile 2010 un gravissimo fatto di cronaca colpisce la Polonia: l'Incidente dell'aereo presidenziale L'aereo, un Tupolev Tu-154, tentava di atterrare alla base aerea di Smolensk in Russia, dove una delegazione si stava recando per commemorare l'anniversario del Massacro di Katyn'. Nella caduta muoiono 96 persone, molte delle quali erano autorità in viaggio in Russia per motivi istituzionali, tra queste il presidente Lech Kaczyński.